# Jude Bellingham
Jude Victor William Bellingham (n. 29 iunie 2003, Stourbridge, Anglia, Regatul Unit) este un fotbalist englez care evoluează pe postul de mijlocaș la Real Madrid în La Liga și la echipa națională de fotbal a Angliei.
Bellingham s-a alăturat lui Birmingham City la categoriile sub 8 ani, devenind cel mai tânăr jucător al primei echipe a clubului când și-a făcut debutul la seniori în august 2019, la vârsta de 16 ani, 38 de zile și a jucat regulat în sezonul 2019-2020. S-a alăturat lui Borussia Dortmund în iulie 2020, iar în primul său meci a devenit cel mai tânăr marcator al lor.
A reprezentat Anglia la nivelurile sub-15, sub-16, sub-17 și sub-21. Și-a făcut prima sa apariție la echipa de seniori în noiembrie 2020 și a reprezentat țara la UEFA Euro 2020.

## Cariera pe echipe

### Birmingham City
Bellingham sa alăturat lui Birmingham City ca sub 8 ani, după ce a jucat pentru Stourbridge. A jucat pentru echipa lor sub 18 ani la 14 ani și a debutat pentru echipa lor sub 23 la vârsta de 15 ani, pe 15 octombrie 2018, în deplasare cu Nottingham Forest U23. Intrând în joc după o oră, el a marcat singurul gol în minutul 87. Până în martie 2019, a avut trei goluri de la zece apariții la echipe de dezvoltare, figurase în lista FourFourTwo a „cei mai interesanți 50 de adolescenți din fotbalul englez” și a fost menționat ca fiind de interes pentru marile cluburi europene. A fost introdus treptat în mediul primei echipe pe când era încă școlar: se antrena din ce în ce mai mult cu seniorii, îi însoțea în ziua meciului pentru a observa, și a călătorit ca „al 19-lea om” pentru un meci de campionat în martie.

### Borussia Dortmund
Mulți credeau la acea vreme că Bellingham va părăsi Birmingham și s-a raportat că el și tatăl său au vizitat mai multe cluburi importante, dintre care Manchester United și clubul din Bundesliga Borussia Dortmund erau favoriți. Impresionat de recordul lui Dortmund de a include jucători tineri ca obișnuiți în prima echipă, după cum o demonstrează oameni precum Jadon Sancho, Bellingham a decis că echipa germană este destinația sa preferată. A zburat în Germania pentru un examen medical, iar transferul a fost confirmat pe 20 iulie 2020. Bellingham urma să se alăture după ultimul meci al sezonului al lui Birmingham. Suma transferului nedezvăluită a fost înțeleasă de Sky Sports ca fiind o valoare inițială de 25 de milioane de lire sterline – făcându-l cel mai scump tânăr de 17 ani din istorie – plus „mai multe milioane” în funcție de criteriile legate de performanță.
Bellingham și-a făcut debutul pe 14 septembrie 2020, începând primul meci din sezonul 2020-2021 împotriva lui MSV Duisburg în DFB-Pokal, în vârstă de 17 ani, 77 de zile. După o jumătate de oră, a marcat al doilea gol într-o victorie cu 5-0, devenind cel mai tânăr marcator al clubului din DFB-Pokal, depășind cu șase zile recordul lui Giovanni Reyna, precum și cel mai tânăr marcator al acestora în orice meci competitiv, depășind marca lui Nuri Șahin cu cinci zile. Cinci zile mai târziu, și-a făcut debutul în campionat cu asistența pentru golul de deschidere înscris de Reyna într-o victorie cu 3-0 în fața lui Borussia Mönchengladbach, și a primit premiul Rookie of the Month din Bundesliga pentru septembrie. Când Bellingham a înfruntat SS Lazio în faza grupelor pe 20 octombrie, la vârsta de 17 ani și 113 zile, a devenit cel mai tânăr englez care a început un meci din Liga Campionilor, doborând recordul stabilit anterior de Phil Foden.
În primele trei luni ale sezonului, Bellingham a fost un obișnuit în toate competițiile, cu șase starturi și șapte apariții de pe bancă în Bundesliga, precum și patru starturi în Liga Campionilor. A ratat primele două meciuri din 2021 cu o accidentare la picior, dar a revenit la acțiune ca titular din ce în ce mai regulat. A participat la golul lui Marco Reus în deplasarea sferturilor de finală a Ligii Campionilor împotriva lui Manchester City. A marcat primul său gol în Liga Campionilor împotriva lui City la începutul manșei secunde, dar Dortmund nu și-a putut păstra avantajul în deplasare. Între timp, Bellingham a marcat primul său gol în Bundesliga din lovitura lui Reyna pentru a egala cu VfB Stuttgart la începutul reprizei secunde; Dortmund a câștigat cu 3–2. Bellingham a început pentru Dortmund în victoria cu 4–1 asupra lui RB Leipzig în finala DFB-Pokal din 2021. A fost înlocuit de Thorgan Hazard la pauză, cu echipa sa în avantaj cu 3-0. A încheiat sezonul cu 29 de apariții și un gol în Bundesliga, 46 de apariții și patru goluri în toate competițiile și a fost votat Noul venit al sezonului de colegii săi. Bellingham a râmas pe locul doi în spatele lui Pedri de la Barcelona la Trofeul Kopa 2021, acordat celui mai bun jucător masculin sub 21 de ani din lume, votat de câștigătorii anteriori ai Balonului de Aur.
Pe 4 decembrie 2021, Bellingham a jucat în Der Klassiker împotriva lui Bayern München. A oferit pase de gol la ambele reușite ale lui Dortmund, dar Bayern a câștigat meciul cu 3–2 printr-un penalty în minutul 77 acordat după o lungă intervenție a camerii VAR. La începutul meciului, două apeluri de penalizare de la Dortmund au fost respinse de arbitrul Felix Zwayer, care a refuzat să le revizuiască. Intervievat în direct de Viaplay imediat după meci, Bellingham a criticat deciziile lui Zwayer și a făcut referire la rolul său în scandalul de aranjare a meciurilor din fotbalul german din 2005, spunând: „Dai unui arbitru, care a aranjat înainte, cel mai mare joc din Germania. La ce vă așteptați?" Asociația Germană de Fotbal (DFB) i-a scris lui Bellingham solicitându-i comentariile în regim de urgență. Ulterior, a fost amendat cu 40.000 de euro de către DFB.
Pe 22 octombrie 2022, într-un meci împotriva lui Stuttgart, Bellingham a contribuit semnificativ cu două goluri notabile, acțiuni care au fost esențiale asigurând locul lui Borussia Dortmund printre primii patru clasificați din campionat. Pe 28 mai 2023, Bayern Munchen a câștigat Bundesliga în urma concesionării a două puncte de către liderii ligii, Borussia Dortmund, într-o remiză 2–2 cu Mainz 05 în ultima etapă a campionatului. Bellingham, rămas pe bancă din cauza unei accidentări la genunchi, a fost filmat împingând o cameră de la fața lui în timp ce părăsea terenul în lacrimi. Performanțele sale i-au adus premiul Jucătorul Sezonului din Bundesliga. După ce a terminat ca vice-campion cu doi ani în urmă, Bellingham a câștigat Trofeul Kopa în 2023, ca recunoaștere a performanțelor sale din sezonul 2022–23 cu Dortmund și naționala Angliei la Campionatul Mondial de Fotbal 2022. A devenit primul englez care a primit premiul, care a fost prezentat la ceremonia Balonului de Aur din 2023, în octombrie. S-a clasat pe locul 18 la votul Balonului de Aur.

### Real Madrid
Pe 14 iunie 2023, Real Madrid a anunțat semnarea lui Bellingham pe un contract de șase ani. Borussia Dortmund ar primi o taxă de transfer de bază de 103 milioane de euro, cu potențialul de a crește cu 30% la aproximativ 133,9 milioane de euro din cauza suplimentelor, din care o clauză de vânzare ar aduce lui Birmingham City în jur de 6 milioane de lire sterline. A devenit al șaselea englez care s-a alăturat lui Real Madrid în era profesionistă, iar Andy West de la BBC Sport a considerat că mișcarea are „sens perfect” atât pentru club, cât și pentru jucător, în contextul „politicii de lungă durată a lui Real de a recruta cei mai buni jucători tineri din lume” și „dorința dovedită de a oferi tinerilor jucători șansa de a reuși la cel mai înalt nivel”.
Pe 12 august 2023, Bellingham și-a făcut debutul cu un gol din voleu de la scurtă distanță dintr-o lovitură de colț într-o victorie cu 2-0 în La Liga în deplasare cu Athletic Bilbao. Două goluri și o pasă de gol oferită lui Vinícius Júnior într-o victorie cu 3-1 la Almería și golul victoriei împotriva lui Celta de Vigo în cele două meciuri rămase din august l-au făcut cel mai bun marcator al ligii și primul câștigător englez al premiului pentru Jucătorul lunii din La Liga. Bellingham a înscris din nou golul victoriei în minutul 95 împotriva lui Getafe, pe 2 septembrie, în primul său meci pe noul Santiago Bernabéu, a făcut din Bellingham al treilea jucător după Cristiano Ronaldo în sezonul 2009-10 și Pepillo în 1959-1960, pentru a marca în fiecare dintre primele sale patru apariții competitive pentru club. Bellingham a marcat 10 goluri în primele 10 meciuri pentru Madrid, egalând numărul de goluri al lui Cristiano Ronaldo după primele 10 jocuri pentru club în 2009. Pe 28 octombrie, Bellingham a marcat ambele goluri din victoria lui Real Madrid cu 2-1 în deplasare împotriva rivalilor de la FC Barcelona, făcându-l primul jucător de la Real Madrid care a marcat la debutul său în La Liga, Liga Campionilor și în El Clásico. Primul său gol care a fost marcat de la o distanță de 25 de metri a fost cel de-al 300-lea gol al clubului său în El Clásico și a devenit primul englez care a marcat în acel meci de la Michael Owen în 2005. Bellingham a egalat mai multe recorduri cu aceste goluri. Antrenorul său, Carlo Ancelotti, a comentat: „Pare un veteran, obiectivul de a egala a schimbat total jocul... Astăzi a fost extraordinar și a șocat pe toată lumea cu minunatul său gol de la marginea zonei.” Bellingham a fost numit Jucătorul lunii din La Liga în octombrie.
După ce a primit Trofeul Kopa cu câteva săptămâni mai devreme, Bellingham a fost desemnat câștigătorul Golden Boy pentru 2023, un premiu acordat celui mai bun fotbalist masculin sub 21 de ani care joacă în diviziile de top europene pe parcursul unui an calendaristic. Bellingham și-a luxat umărul stâng pe 5 noiembrie și a revenit la acțiune împotriva lui Cádiz trei săptămâni mai târziu doar din cauza unei crize de accidentări suferită de echipă. Pe 26 noiembrie, purtând curele grele, a asistat la primul gol și a marcat al treilea dintr-o victorie cu 3-0, care a adus Madridul în fruntea clasamentului și totalul său personal la 14 din primele 15 jocuri, doborând recordul clubului deținut în comun de Pruden, Alfredo Di Stéfano și Cristiano Ronaldo. Pe 29 noiembrie, Bellingham a devenit primul jucător care a marcat în fiecare dintre primele patru apariții în Liga Campionilor pentru Real Madrid, într-o victorie cu 4–2 împotriva lui SSC Napoli.
Pe 10 februarie, Bellingham a marcat de două ori într-o victorie cu 4-0 în campionat în fața lui Girona pentru a obține al 20-lea gol al sezonului, devenind cel mai bun marcator englez al Madridului, alături de Cunningham și Beckham. Pe 2 martie, Bellingham a fost suspendat două meciuri după ce a primit un cartonaș roșu pentru protestele de la sfârșitul remizei 2–2 a lui Real Madrid împotriva lui Valencia pe Mestalla, după ce golul victoriei i-a fost refuzat, deoarece arbitrul Jesús Gil Manzano a fluierat finalul meciului înainte ca el să înscrie cu o lovitură de cap.